# Hollands Kroon
Hollands Kroon és un municipi dels Països Baixos creat l'1 de gener de 2012 per la fusió de quatre municipis: Anna Paulowna, Niedorp, Wieringen i Wieringermeer.